# Réserve naturelle Baïkal-Léna
Ne doit pas être confondue avec la réserve naturelle du Baïkal ou la réserve naturelle de la Léna
La réserve naturelle Baïkal-Léna (en russe : Байкало-Ленский заповедник, Baïkalo-Lenski zapovednik) est une réserve naturelle  de Russie d'une superficie de 6 600 km2, située dans l'oblast d'Irkoutsk en Sibérie à 250 km au nord d'Irkoutsk. La réserve a été créée en 1986 aux sources du fleuve Léna et en bordure de la rive occidentale centrale du lac Baïkal.

## Géographie

### Localisation
La réserve Baïkal-Léna se situe à 250 km au nord-nord-est d'Irkoutsk, la ville la plus proche, sur le territoire administratif des raïons de Katchoug (en) et d'Olkhon de l'oblast d'Irkoutsk. Créée en 1986, elle s'étend sur 130 km de longueur et 55 km de largeur maximales pour une superficie totale d'environ 6 600 km2.
De nombreuses aires protégées entourent le lac Baïkal : à l'ouest la réserve naturelle Baïkal-Léna est la plus grande ; s'ajoutent, en Bouriatie au sud la réserve naturelle du Baïkal (1 657 km2) créée en 1969, à l'est la réserve naturelle de Bargouzine (3 740 km2) créée en 1916, et enfin au nord-est la réserve naturelle de Djerguine (2 380 km2) créée en 1992, ainsi que les parcs nationaux du Zabaïkal, du Pribaïkal et de la Tounka créés dans la seconde moitié du XXe siècle.

### Hydrographie
La réserve protège le réseau hydrologique des sources de la Léna et de la partie méridionale des monts Baïkal. Elle se trouve en bordure du lac Baïkal qu'elle longe sur 100 km environ. Elle est bordée au nord par la rivière Elokhine et au sud par la Kheïrem et est traversée par les tributaires de la Léna que sont la Tongoda, la Kirenga, la Petite Anoï et la Grande Anoï.
De très nombreux lacs de type « alpin » parsèment la réserve.

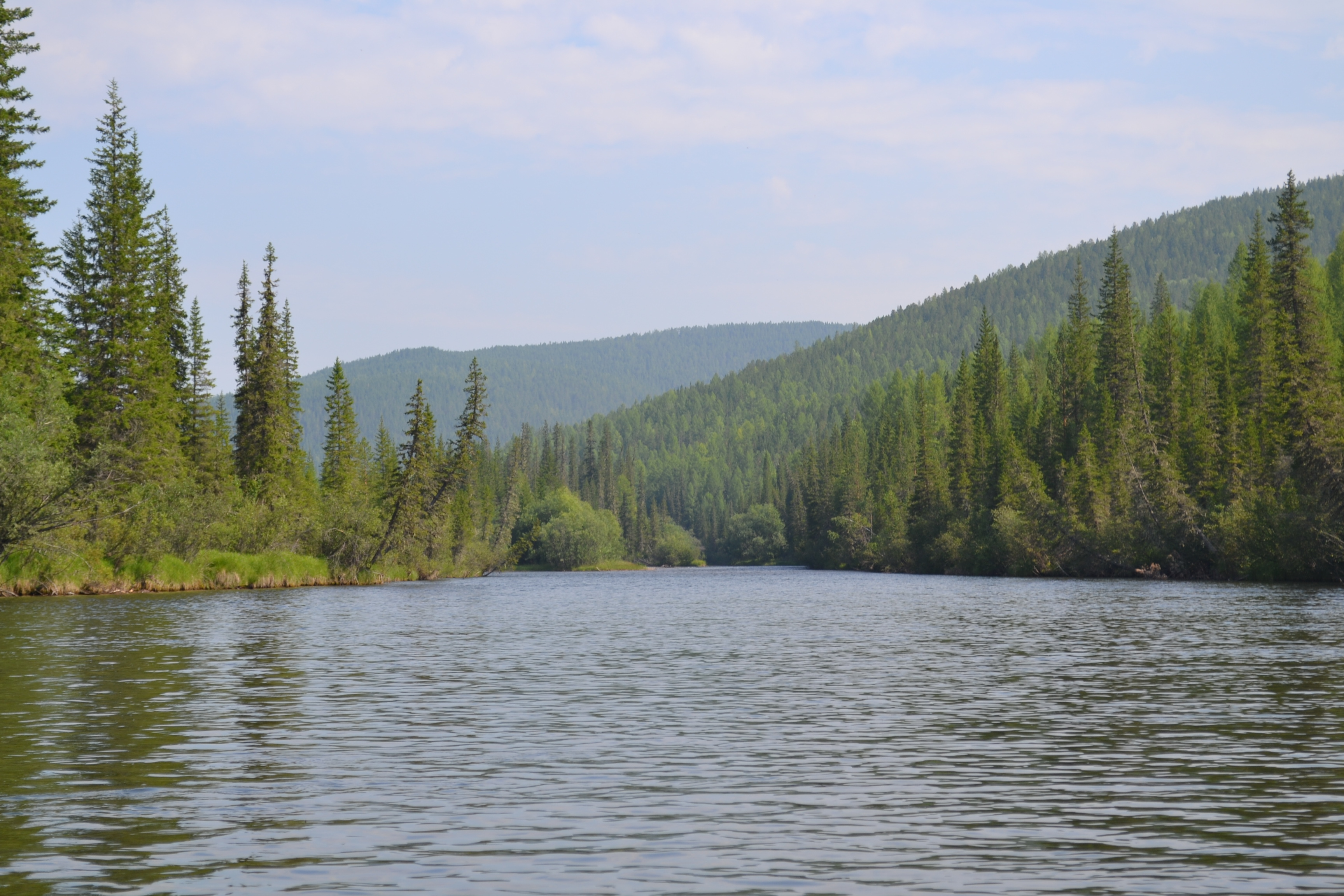
Cours supérieur de la Léna dans la réserve.
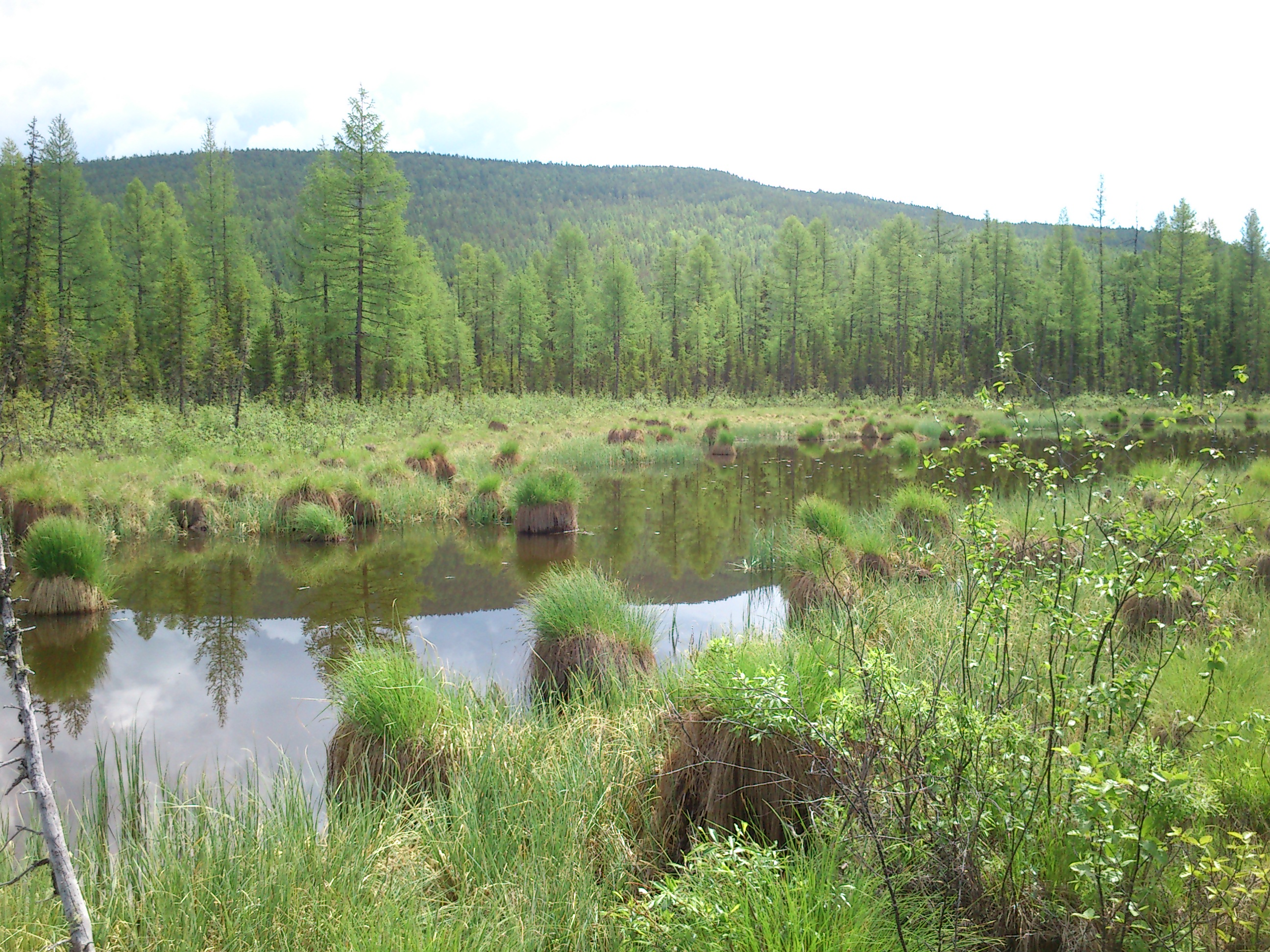
Zone marécageuse dans la réserve.
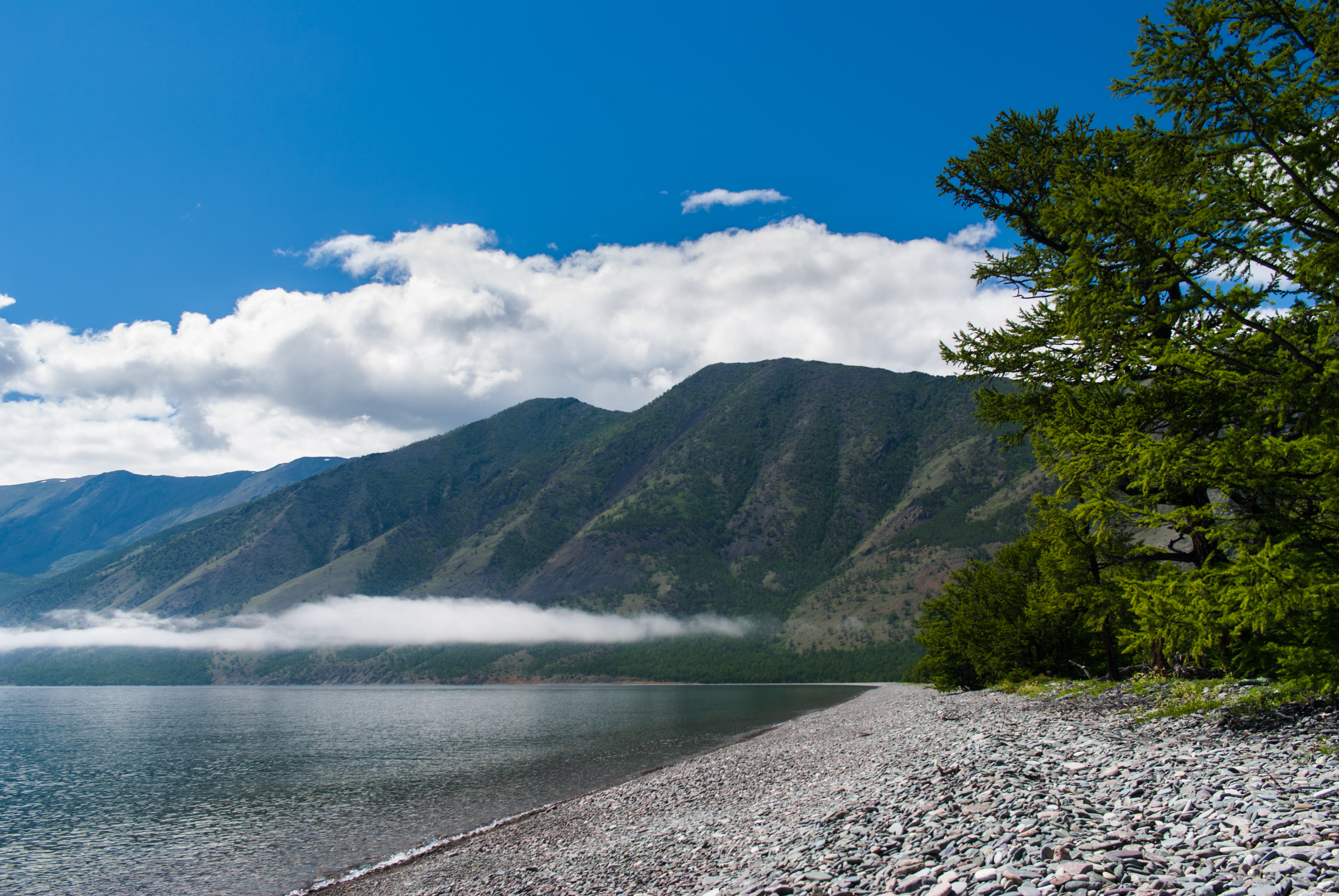
Les rives du lac Baïkal dans la réserve.
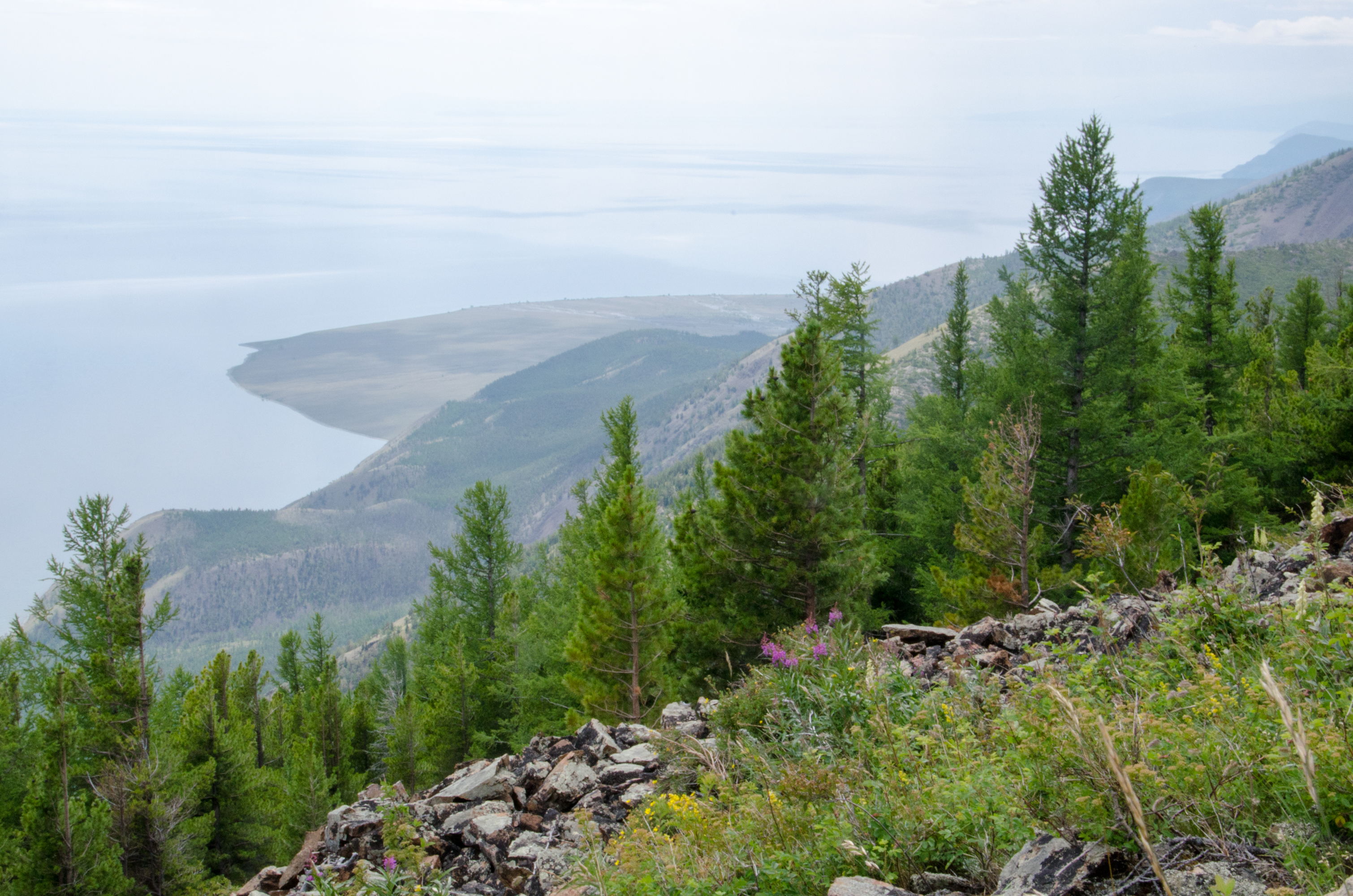
Le cap Ryty (en) est situé dans la réserve.

### Climat
Le climat présent sur la réserve est de type continental, avec la partie ouest des monts Baïkal qui est plus froide et humide que ne le sont les versants est vers le lac Baïkal. Le mois de juillet est le plus chaud avec une température moyenne de 14 °C et le mois de janvier est le plus froid avec une température moyenne de -24 °C.
Les relevés météorologiques effectués à Irkoutsk sont en partie applicables à la réserve Baïkal-Léna :
| Mois                              | jan.  | fév.  | mars  | avril | mai  | juin | jui. | août | sep. | oct. | nov.  | déc.  | année |
| --------------------------------- | ----- | ----- | ----- | ----- | ---- | ---- | ---- | ---- | ---- | ---- | ----- | ----- | ----- |
| Température minimale moyenne (°C) | −23,3 | −21,1 | −13,8 | −3,9  | 2,4  | 7,7  | 11,3 | 9,7  | 3,3  | −3,8 | −12,7 | −20   | −5,4  |
| Température moyenne (°C)          | −18,3 | −15,2 | −7,1  | 2,1   | 9,7  | 15,2 | 17,7 | 15,5 | 8,9  | 1,3  | −7,8  | −15,2 | 0,6   |
| Température maximale moyenne (°C) | −13,1 | −8,2  | 0,2   | 8,8   | 17,1 | 22,6 | 24,4 | 22,2 | 15,9 | 7,7  | −2,3  | −10,4 | 7,1   |
| Précipitations (mm)               | 12    | 8     | 12    | 18    | 33   | 71   | 116  | 89   | 53   | 24   | 20    | 16    | 471   |

## Géologie
La réserve recouvrent principalement la région des monts Baïkal qui résultent de processus tectoniques et de glaciation datant du Pléistocène. Les deux principaux sommets présents sur le territoire de la réserve, que sont les monts Ioujno-Kedrovski et Solnetchny, sont d'anciens cônes volcaniques.

## Histoire
Les premiers projets de création de la réserve Baïkal-Léna datent de 1957 et sont l'œuvre de scientifiques et de géographes qui souhaitent préserver la rive occidentale centrale du lac Baïkal. Le 9 mai 1960, le Conseil des ministres russes adopte une résolution de protection de la zone qui n'est pas suivie d'effet sur le terrain avant 1989, date du réel classement de la réserve.

## Faune et flore

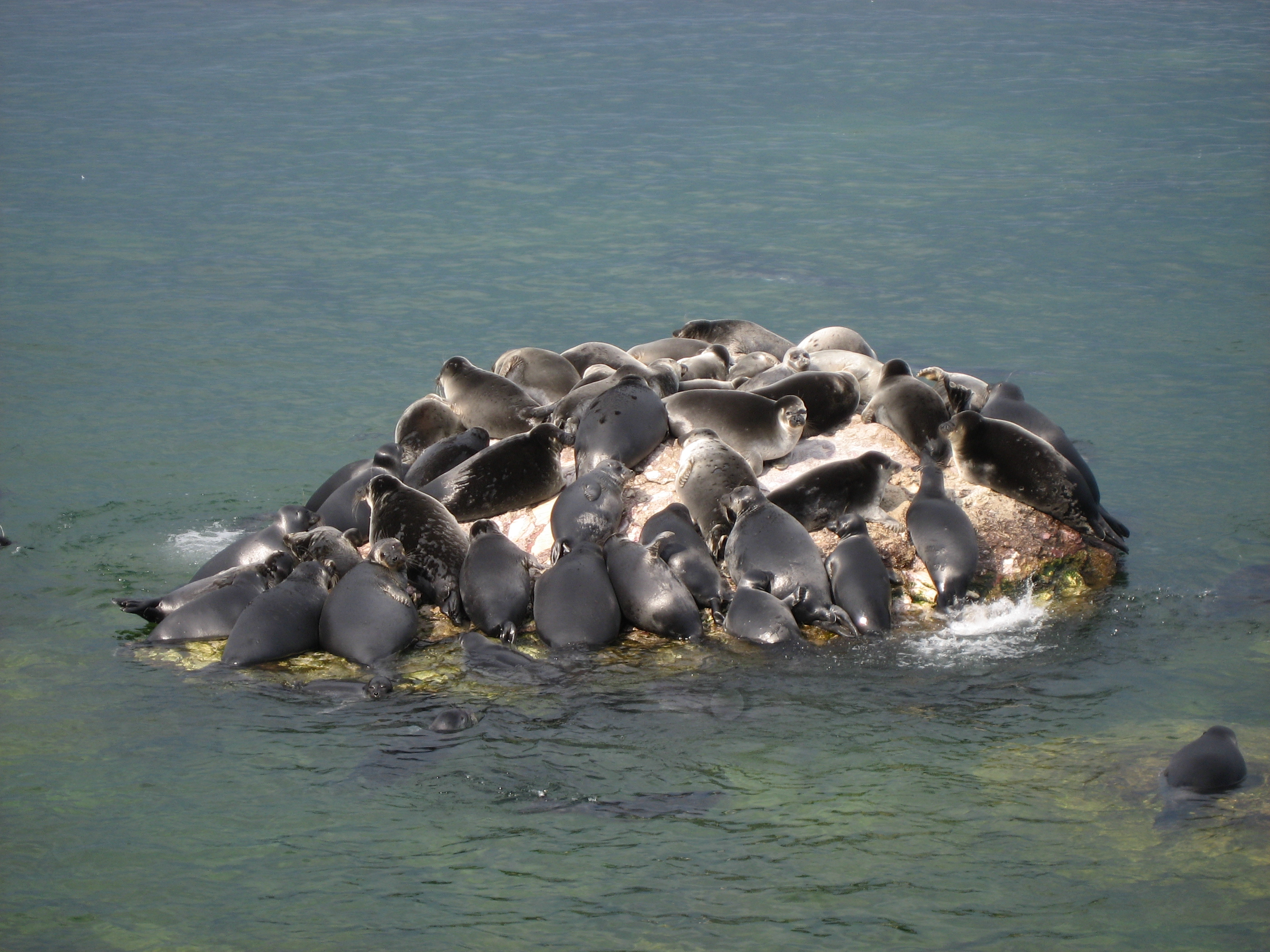
Le Phoque de Sibérie (Pusa sibirica) ou nerpa endémique du lac Baïkal.

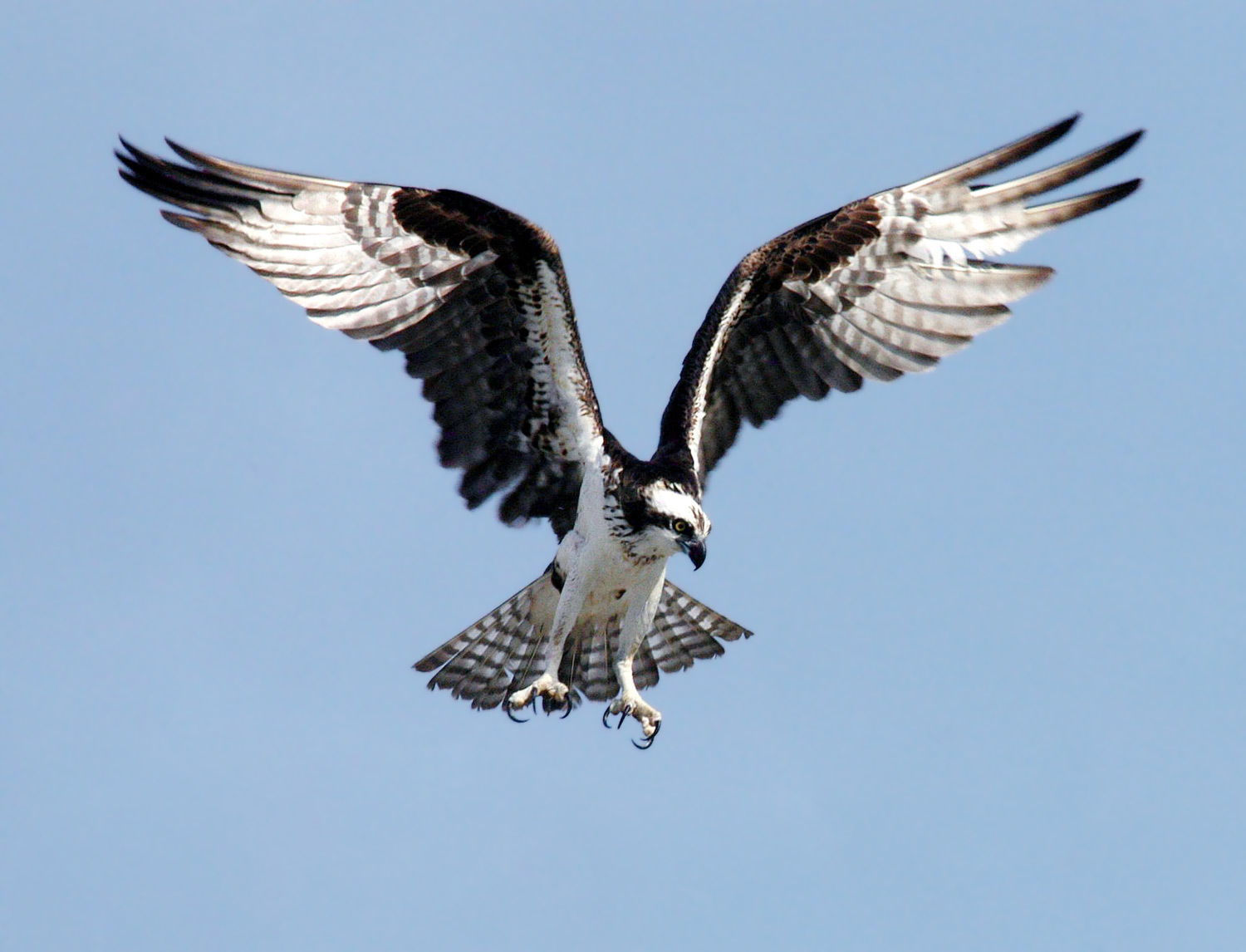
Le Balbuzard pêcheur (Pandion haliaetus), protégé dans la réserve

Sur le territoire de la réserve ont été identifiées à ce jour 49 espèces de mammifères, 240 espèces d'oiseaux et quatre espèces de poissons commercialisables ; la flore est représentée par plus de 800 espèces de plantes supérieures, dont 27 sont rares ou considérées en danger, et dont 36 sont à ce jour endémiques de la région du lac Baïkal.
Parmi les principaux mammifères sont présents :
- Sciurus vulgaris
- Tamias sibiricus
- Citellus undulatus
- Marmota camtschatica
- Ochotona hyperborea
- Lepus timidus
- Pusa sibirica
- Felis lynx
- Gulo gulo
- Canis lupus
- Ursus arctos
- Martes zibellina
- Lutra lutra
- Cervus elaphus sibirica
- Capreolus pygargus
- Rangifer tarandus

Parmi les espèces aviaires les plus notables sont présents :
- Nucifraga caryocatactes
- Tetrao urogallus
- Tetrastes bonasia
- Lyrurus tetrix
- Lagopus lagopus
- Ciconia nigra
- Haliaeetus albicilla
- Melanitta fusca
- Tadorna ferruginea
- Pandion haliaetus, protégé.
- Falco cherrug
- Emberiza cioides
- Oenanthe isabellina

## Gestion et réglementation
La réserve naturelle Baïkal-Léna est gérée par un organisme d'État dont le siège est situé à Irkoutsk.

## Tourisme
Située à plus de 250 km au nord-est de la ville d'Irkoutsk, la réserve est difficilement accessible aux touristes et voyageurs. Seule la route P418 permet une approche de la zone sud-ouest. En hiver, le lac Baïkal gelé devient cependant praticable au transport motorisé et permet un accès à la rive occidentale du lac et donc à la portion orientale de la réserve. De nombreuses zones de la réserves sont totalement inaccessibles. L'organisme de gestion de la réserve a toutefois conçu trois parcours touristiques : l'un dans les monts Baïkal, l'autre vers les sources de la Léna avec la possibilité de pratiquer le rafting, et le dernier sur les rives du lac Baïkal.